# Montierchaume
Montierchaume – miejscowość i gmina we Francji, w Regionie Centralnym, w departamencie Indre.
Według danych na rok 1990 gminę zamieszkiwały 1752 osoby, a gęstość zaludnienia wynosiła 47 osób/km² (wśród 1842 gmin Regionu Centralnego Montierchaume plasuje się na 225. miejscu pod względem liczby ludności, natomiast pod względem powierzchni na miejscu 208.).